# Tuniszki
Tuniszki – osada w Polsce, w województwie warmińsko-mazurskim, w powiecie gołdapskim, w gminie Dubeninki.
Do 2023 miejscowość była przysiółkiem osady Przerośl Gołdapska.
W latach 1975–1998 miejscowość administracyjnie należała do województwa suwalskiego.
We wsi znajdują się dwa zabytkowe cmentarze ewangelickie (nr ew. NID A-2848 i 2849).